# Megachile amputata
Megachile amputata är en biart som beskrevs av Smith 1857. Megachile amputata ingår i släktet tapetserarbin, och familjen buksamlarbin. Inga underarter finns listade i Catalogue of Life.